# (4716) Urey
(4716) Urey ist ein Asteroid des Hauptgürtels. Er wurde am 30. Oktober 1989 vom US-amerikanischen Astronomen Schelte John Bus am Cerro Tololo Inter-American Observatory (IAU-Code 807) östlich von La Serena  in Chile entdeckt.
Der Asteroid wurde am 13. Oktober 2000 nach dem US-amerikanischen Chemiker Harold C. Urey (1893–1981) benannt, der 1934 für seine Entdeckung des Deuteriums mit dem Nobelpreis für Chemie ausgezeichnet wurde.